# إدارة القدرة
إدارة الطاقة هي خاصية من خواص بعض الأجهزة الكهربائية، وخاصة آلات التصوير، وأجهزة الحاسوب، وحدات معالجة الرسومات والأجهزة الطرفية للحواسيب مثل المراقبات والطابعات، التي تطفئ الطاقة أو تحول النظام إلى حالة الطاقة المنخفضة عندما يكون في حالة غير نشطة. بحساب هذا فإنه يعرف باسم إدارة قدرة الحاسوب ويُبنى ليصل إلى مستوى يسمى أكبي. هذا يحل محل نظام ال (أ ب م). جميع أجهزة الحاسوب (المستهلكة) الأخيرة مدعمة بخاصية أكبي. في الجيش، «إدارة الطاقة» غالبا ما تشير إلى أجنحة من المعدات التي تسمح للجنود والفرق بتبادل مصادر الطاقة المتنوعة، والطاقة في كثير من الأحيان تكون غير مناسبة للمعدات.

## الدوافع
إدارة طاقة الأجهزة لأنظمة الحاسوب مرغوب فيها لأسباب عديدة، وخاصة:
- تقليل استهلاك الطاقة الزائد بشكل عام.
- إطالة عمر البطارية للأنظمة المحمولة والمدمجة.
- تقليل متطلبات التبريد.
- تقليل الضوضاء (الناتجة عن الأجهزة).
- تخفيض تكاليف تشغيل الطاقة والتبريد.

استهلاك الطاقة الأقل يعني أيضا انخفاض تبديد الحرارة، مما يزيد استقرار النظام، وتقليل استخدام الطاقة، مما يوفر المال ويقلل من التأثير على البيئة.

## تقنيات مستوى المعالج
يمكن إدارة الطاقة للمعالجات الدقيقة على المعالج بالكامل، أو في مكونات محددة، مثل ذاكرة التخزين المؤقت  والذاكرة الرئيسية.مع تحجيم الجهد الديناميكي وتحجيم تردد الديناميكية، والجهد وحدة المعالجة المركزية الأساسية، ومعدل الساعة، أو كليهما، يمكن تغييرها لتقليل استهلاك الطاقة بسعر يحتمل انخفاض الأداء. ويتم ذلك أحيانا في الوقت الحقيقي لتحسين التبادل أداء الطاقة.
أمثلة:
- نظام (أمد) للتبريد النسبي.
- نظام (أمد) للتشغيل الحالي.[5]
- نظام (أي بي إم) لقياس الطاقة.[6]
- خطوة شركة (إنتل) السريعة.
- مشروعا إدارة الطاقة (الجري الطويل)و (الجري الطويل2).
- نظام (فيا) السحابة الطويلة (موفر الطاقة).

بالإضافة إلى ذلك، يمكن للمعالجات أن تقطع التيار الكهربائي عن الدوائر الداخلية (بوابات الطاقة). فمثلا:
- أحدث معالجات شركة (إنتل) تدعم السيطرة على الطاقة بدقة عالية على وحدات وظيفية داخل المعالجات.
- تكنولوجيا (أمد) للتبريد الداخلي تحصل على أداء أكثر كفاءة من خلال تنشيط حيوي أو إيقاف أجزاء من المعالج.[7] تقنية إنتل (فرت) تقسم الرقاقة إلى 3.3V I / O القسم وقسم الأساسية 2.9V. انخفاض الجهد الأساسي يقلل من استهلاك الطاقة.

. تقنية إنتل (فرت) تقسم الرقاقة إلى 3.3V I / O القسم وقسم الأساسية 2.9V. انخفاض الجهد الأساسي يقلل من استهلاك الطاقة

### الحوسبة الغير متجانسة
يمكن للهندسة المعمارية الخاصة بنظام (أرم) أرم توجيه العمليات بين مراكز أسرع «الكبيرة» وأكثر كفاءة في استخدام الطاقة مثل «المراكز الصغيرة».

## مستوى نظام التشغيل: السبات
عندما يتوقف نظام الحاسوب عن التشغيل فإنه يحفظ محتويات ذاكرة الوصول العشوائي إلى القرص ويقوم بحفظ الطاقة أسفل الجهاز. عند بدء التشغيل فإنه يعيد تحميل البيانات. هذا يسمح للنظام أن يعمل بالطاقة تماما بينما هو في وضع السبات. وهذا يتطلب ملف بحجم الرام المحملة ليوضع على القرص الثابت، يحتمل أن تستخدم مساحة حتى عندما لا يكون الجهاز في وضع السبات. يتم تمكين وضع السبات بشكل افتراضي في بعض إصدارات الويندوز ويمكن تعطيله من أجل استرداد مساحة القرص المستخدم.

## إدارة الطاقة في وحدات معالجة الرسومات
تستخدم وحدة معالجة الرسوم مع وحدة المعالجة المركزية لتسريع الحوسبة في مجموعة متنوعة من المجالات التي تدور حول التطبيقات العلمية  والتحليلات والهندسة والمستهلك والمشاريع. كل هذا لا يأتي مع بعض السلبيات، والقدرة على الحوسبة عالية حين تستخدم وحدات معالجة الرسومات والتي تأتي على حساب تبديد الطاقة العالية. وقد تم إجراء الكثير من البحوث حول مسألة تبديد الطاقة من وحدات معالجة الرسومات، وقد اقترحت الكثير من التقنيات المختلفة لمعالجة هذه المسألة. إن التحجيم الديناميكي للجهد / التحجيم الديناميكي للتردد على مدار الساعة هما تقنيتان شائعتان للحد من القدرة الديناميكية في وحدات معالجة الرسومات.

### تقنيات الجهد الديناميكي والتردد والتحجيم
تظهر التجارب أن سياسة (دفس): تقنيات الجهد الديناميكي والتردد والتحجيم) للمعالجات التقليدية يمكن أن تحقق انخفاضا في قدرة وحدات معالجة الرسومات المدمجة مع تدهور الأداء المنطقي. ويجري أيضا استكشاف اتجاهات جديدة لتصميم مجاميع (دفس) فعالة للأنظمة غير المتجانسة. يجري استكشاف الهندسة لأجهزة الحاسوب أو المعالجات الغير متجانسة، تستخدم المعالجات الخضراء تقنية دفس بطريقة متزامنة، سواء بالنسبة لجهاز حاسوب أو وحدة المعالجة المركزية. يتم تنفيذ وحدة المعالجة المركزية باستخدام إطار كودا على اختبار حقيقي للمادة مع وحدات معالجة الرسومات (نفيديا جيفورس) و (أمد فينوم إي) وحدات المعالجة المركزية. ومن الناحية التجريبية، يظهر أن وحدة المعالجة المركزية تحقق متوسط توفير للطاقة بنسبة 21.04٪ ويتفوق على العديد من خطوط الأساس المصممة بشكل جيد. وبالنسبة لوحدات معالجة الرسومات الرئيسية التي تستخدم على نطاق واسع في جميع أنواع التطبيقات التجارية والشخصية توجد عدة تقنيات لدفس تدمج في وحدات معالجة الرسومات بمفردها، و (أ إم دي)و (بويرتيون) و (أمد زيروكور باور) هما تقنيتان لخفض الترددات الديناميكية للبطاقات الجرافيكية ل (أ إم دي). أظهرت الاختبارات العملية أن إعادة تثبيت غيفورسي غكس 480 يمكن أن يحقق انخفاض في استهلاك الطاقة بنسبة 28٪ في حين أن الأداء المتناقص فقط بنسبة 1٪ لمهمة معينة.

### تقنيات توصيل الطاقة
تم إجراء الكثير من البحوث على الحد من الطاقة الديناميكية مع استخدام تقنيات (دفس). مع ذلك، مع استمرار تقلص التكنولوجيا، تصبح قوة التسرب عاملا مهيمنا. قوة التزوير هي تقنية الدائرة المستخدمة عادة لإزالة التسرب عن طريق إيقاف الجهد من الدوائر غير المستخدمة. انقطاع الطاقة يتسبب في الطاقة العلوية. وبالتالي، فإن الدوائر غير المستخدمة تحتاج إلى أن تبقى خاملة بما فيه الكفاية لتعويض هذه النفقات العامة. التقنية المعمارية الصغيرة الجديدة لوقت تشغيل المخابئ النابضة بالطاقة من وحدات معالجة الرسومات توفر طاقة التسرب. استنادا إلى التجارب فإنه يوجد حوالي 16 عبء مختلف في عمل وحدة المعالجة المركزية،  فإن متوسط الطاقة المتوفرة التي حققتها التقنية المقترحة هو 54٪. التظليل هو العنصر الأكثر قوة في وحدة المغالجة المركزية، التظليل التنبؤي من إغلاق طاقة تقنية التوصيل يحقق ما يصل إلى 46٪ من الحد من التسرب على معالجات التظليل. تقنية تظليل إيقاف الشظية يستغل اختلاف عبء العمل عبر الإطارات للقضاء على التسرب في مجموعات التظليل. تهدف تقنية أخرى تسمى خط أنابيب الهندسة المؤجلة إلى تقليل التسرب في وحدات هندسة الوظائف الثابتة عن طريق استخدام الخلل بين الهندسة وحساب الشظايا عبر دفعات مما يزيل ما يصل إلى 57٪ من التسرب في وحدات هندسة الوظائف الثابتة. ويمكن تطبيق طريقة بسيطة لتقطيع القدرة على التزييت على وحدات التنفيذ غير التظليل التي تلغي 83.3٪ من التسرب في وحدات التنفيذ غير المظللة في المتوسط. جميع التقنيات الثلاثة المذكورة أعلاه تكبد تدهور أداء ضئيل، أقل من 1٪.